# Saritch 308戰鬥步槍
Saritch（Сарыч，“秃鹫”）是来自俄羅斯的一款概念性模块化戰鬥步槍。該槍的設計師為俄国设计院校毕业生安德烈·奧夫揚尼科夫，最初于2009年展出概念模型，不过没有可操作的样枪，本计划于2010年对第一把可操作的样枪进行测试，然而直到目前為止依然未有任何進展和消息。

## 設計特點
Saritch的設計是以西方國家的現代軍用模塊化武器系統的概念作為靈感，它還採用了犢牛式的佈局。其擊發部件均隱藏在一個以聚合物製成，並具備高度人體工學的外殼內。用戶亦可通過其機匣頂部的皮卡汀尼導軌裝上各種瞄準鏡、激光指示器或戰術燈等戰術配件，此槍還具備一具隱藏在護木內的大型摺疊式兩腳架。Saritch是一種模塊化武器系統，有關生產出不同長度的槍管（分別為722mm、622mm、522mm）的提議已被提出，以望令它可擔任多種角色。
目前Saritch的樣槍是以作為半自動民用槍的前提下開發的，但設計者亦有考慮在必要時推出具備全自動射擊功能的軍用型。

## 登場作品
儘管Saritch只是一種没有實物的概念性武器，其獨特及科幻的造型卻令它受到遊戲開發人員的注意，因而被收錄在一些電子遊戲當中。

### 電子遊戲
- 2012年—《II》：命名為「SMR」，黑色槍身，以全自動戰鬥步槍的形象登場，並被歸類為突擊步槍。
- 2012年—《战争前线》：以此枪外形为蓝本，以单兵用磁道炮武器之姿出现并修改为有托设计栓动式武器，命名为“FCG-R3 K1”。只出现于生存模式任务“地动山摇”，由黑木帝国电磁炮兵所使用，亦可于12楼通往13楼的电梯前被玩家所拾取，装填40发弹丸，对任何人员与炮塔均为一枪毙命。
- 2015年—：命名为“Spear .308”，于第三年追加下载内容“嵌合體行动”中登场，由进攻方俄羅斯特種部隊核生化危机应变小组干员Finka以及防守方STAR-NET航空干员Thunderbird所使用，以全自動戰鬥步槍的形象登場，归类为突击步枪并使用30发弹匣供彈。

## 另見
- XM8
- XM29 OICW
- K11
- FN F2000